# Землянка

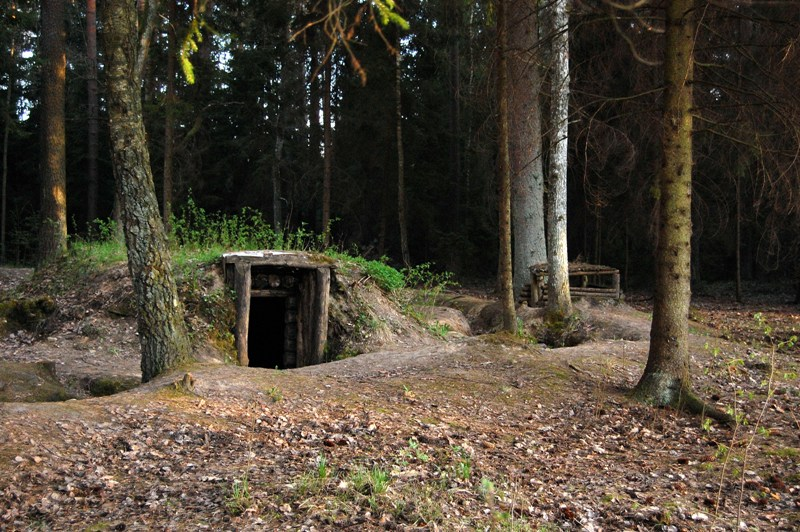
Партизанська землянка в Литві.

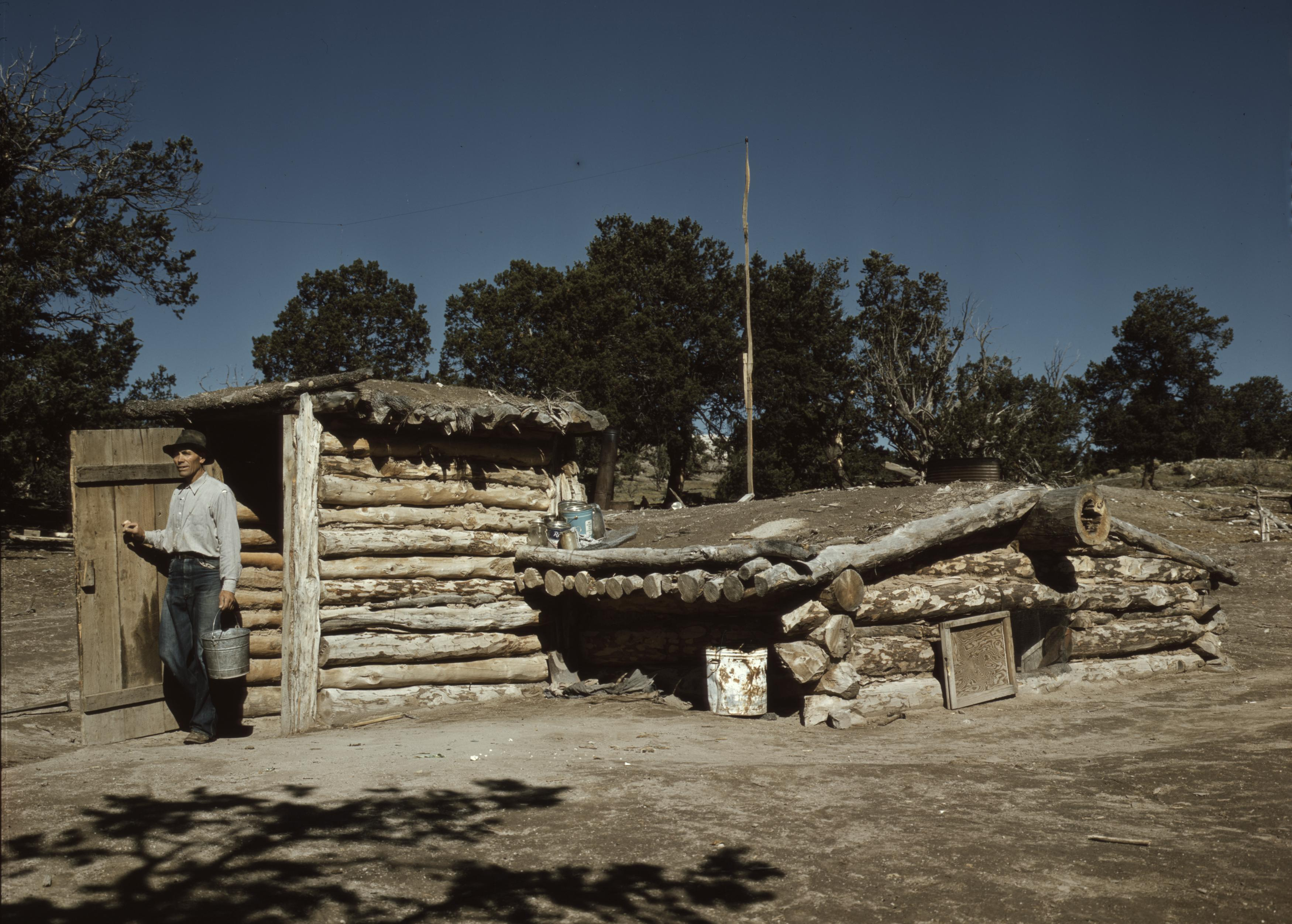
Землянка в Мексиці.

Земля́нка — викопане в землі укриття або тимчасове житло прямокутної або округлої форми, дах якого зроблений з колод і балок та вкритий землею, гілками, шкурами чи листям.

## Історія
Землянка — один з найстаріших типів людського житла. Вона відома з часів верхнього палеоліту. Як правило, хоч і не виключно, землянки були характерні для регіонів з холодним кліматом. Через заглиблення в землю землянки мають добру теплоізоляцію, одначе, з другого боку, з тієї ж причини у них вогко.
Усередині землянки, як правило, містилося вогнище, яке вважалося символом оселі; вогонь підтримували жінки.
У ранньому середньовіччі землянки заміщено напівземлянками — землянками-зрубами, більша частина яких вивищувалася над поверхнею. Такі типи жител зберігалися в Європі та Азії до 13–14 століття. Напівземлянки з вогнищем в ітельменів і нівхів зникли тільки в XIX столітті. У деяких корінних племен Америки напівземлянки досі використовуються як житло.

## Землянки козацьких часів
У південних степових районах України частково заглиблене в землю житло називалося «землянка», «бурдюг», «бурдій» або «бурдей» (останній варіант уживався і щодо курної хати, а також щодо публічного будинку, борделя).
Наприклад, Землянки, селище міського типу в Донецькій області, має назву від цього слова. У минулому це був хутір, заснований у XVII столітті вихідцями з Правобережної України, в якому замість хат були землянки — характерні для того часу будівлі селян-переселенців і козаків-зимівників.